# Рэй, Джон (лингвист)
Джон Рэй (англ. John D. Ray) — профессор египтологии в Кембриджском университете (должность профессора финансируется фондом сэра Герберта Томпсона). Работает и преподаёт в Кембридже с 1977 года. Член Лондонского общества антикваров и Британской академии. Ранее работал в отделе египетских древностей Британского музея.
По приглашению читал лекции в Йельском и Чикагском университетах.
Специализируется в истории Древнего Египта эпохи Нового царства и Птолемеев, а также демотическими документами. 
Внёс решающий вклад в дешифровку карийского письма, опираясь на карийско-египетские билингвы, отвергнув при этом ряд чтений, ранее предложенных В. Шеворошкиным. Окончательно правильность дешифровки Рэя подтвердил И. Адьего, который уточнил ряд чтений знаков.
Автор двух популярных книг о Древнем Египте: «Размышления Осириса: биографии древнего Египта» (Reflections of Osiris: lives from ancient Egypt) и «Розеттский камень и возрождение Древнего Египта» (The Rosetta Stone and the Rebirth of Ancient Egypt).

## Список работ
- The Archive of Hor. Egypt Exploration Society, 1976, ISBN 978-0-85698-061-9
- Reflections of Osiris: lives from ancient Egypt. Oxford University Press, 2002, ISBN 978-0-19-515871-7
- Demotic Papyri and Ostraca from Qasr Ibrim. Egypt Exploration Society, 2005, ISBN 978-0-85698-158-6
- The Rosetta Stone and the Rebirth of Ancient Egypt. Harvard University Press, 2007, ISBN 978-0-674-02493-9